# Venus (canción de Lady Gaga)
«Venus» es una canción interpretada por la cantante y compositora Lady Gaga, perteneciente a su tercer álbum de estudio Artpop, de 2013. Fue compuesta por Gaga junto a DJ White Shadow, Madeon, Dino Zisis, Nick Monson y Sun Ra, y producida únicamente por ella. En un principio, estaba pensada como segundo sencillo oficial de Artpop, pero tras el éxito de «Do What U Want», se convirtió en el primer sencillo promocional. A pesar del cambio de planes, ya se había filmado un videoclip, el cual fue dirigido por el británico Ruth Hogben, quien anteriormente había trabajado con la cantante en los interludios del The Monster Ball Tour. Si bien se tenía previsto que Gaga cantase la canción el día de su estreno en The X Factor, un día antes la presentó de manera exclusiva en el club G-A-Y de Londres.
Sus reseñas por parte de la crítica fueron diversas. Algunos la compararon con canciones de cantantes como Madonna y Katy Perry, mientras que otros aseguraron que suena como un descarte de The Fame (2008). No obstante, los lectores del sitio Metacritic la votaron como la sexta mejor canción del 2013. Si bien la canción llegó al número uno en España y Hungría, mundialmente no tuvo una buena recepción. Aunque, en Canadá, Irlanda, Italia, Nueva Zelanda y Suiza llegó hasta los veinte primeros lugares en su debut. Para promocionarla, Gaga la cantó en The Graham Norton Show, SMAP×SMAP y otros programas de televisión. Parte de la canción fue utilizada en el videoclip de «G.U.Y.».

## Antecedentes y composición
El 3 de septiembre, tras dos días de su presentación en el iTunes Festival, Gaga inició una votación en su cuenta de Twitter para que sus seguidores eligiesen el segundo sencillo de Artpop, entre los que se disputaban «Aura», «MANiCURE», «Sexxx Dreams» y «Swine». Sin embargo, el 10 de octubre inició un juego a través de Twitter que consistía en que sus seguidores volviesen tendencia el nombre del siguiente sencillo, y si acertaban, ella lo anunciaría oficialmente. Tras cuatro intentos fallidos, reveló por el mismo medio que el siguiente lanzamiento sería «Venus» e iba a estar disponible el 27 de ese mes. No obstante, días antes publicó «Do What U Want» como primer sencillo promocional, pero dada su buena recepción, pasó a ser el segundo oficial, por lo que «Venus» pasó a ser el primer promocional. De acuerdo con Gaga, «Venus» marca el inicio de una nueva trilogía, no relacionada con la de «Paparazzi» y «Telephone». Luego también reveló que un adelanto de la canción podría escucharse el 25 de octubre, pero su lanzamiento definitivo sería el 27 del mismo mes.
«Venus» es una canción synth pop y dance pop que tiene una duración de tres minutos con cincuenta y tres segundos. Fue compuesta por Gaga junto a DJ White Shadow, Madeon, Dino Zisis, Nick Monson y Sun Ra, y producida únicamente por ella. Su letra narra un amor espacial y hace mención a todos los planetas del sistema solar y a la diosa griega del amor, Afrodita. De acuerdo con la partitura publicada por Universal Music Publishing Group en el sitio web Musicnotes, la canción tiene un tempo allegro de 122 pulsaciones por minuto y está compuesta en la tonalidad de fa menor. El registro vocal de Gaga se extiende desde la nota fa#3 hasta la mi#5.

## Recepción

### Comentarios de la crítica

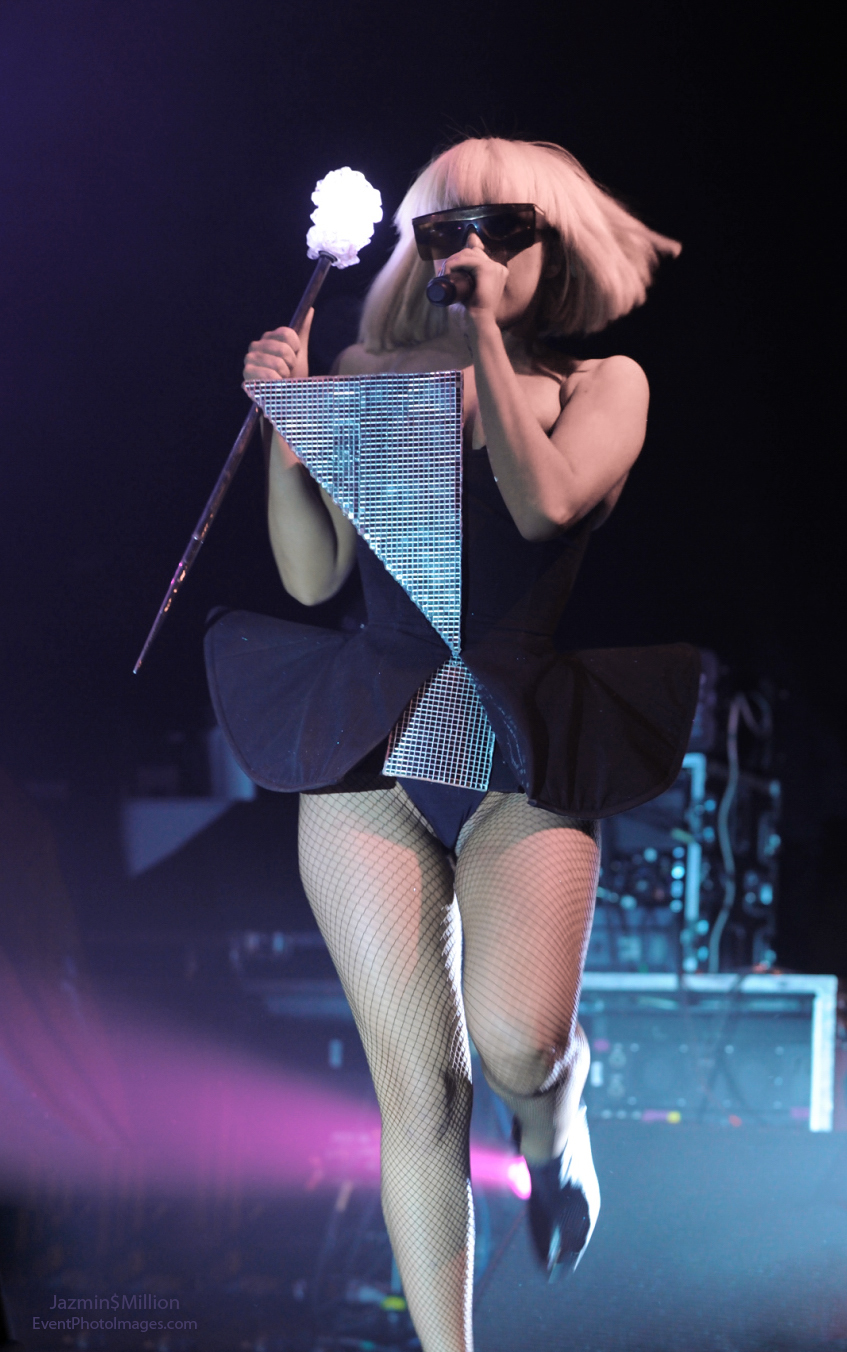
Algunos críticos compararon a «Venus» con trabajos anteriores de la cantante en su álbum The Fame (2008).

«Venus» contó con reseñas bastante diversas, aunque en su mayoría positivas. Amy Sciarretto de PopCrush le otorgó tres estrellas y media de cinco y comentó que la canción es un «explosivo interplanetario de baile donde [Gaga] rinde homenaje a la diosa del amor y mucho más». Además dijo que su estilo se asemeja más al de su álbum The Fame (2008) que a su sucesor Born This Way (2011). Por su parte, la escritora Alexa Camp de Slant Magazine habló negativamente de su lírica, además de burlarse de las acusaciones de plagio por parte del dúo francés de electrónica Zombie Zombie. Aunque, aseguró que es «un poco divertida». Shirley Li de Entertainment Weekly comentó que es «pegadiza», pero que la temática extraterrestre podría traerle comparaciones con «E.T.» de Katy Perry. Mikael Woods del periódico Los Angeles Times escribió que es «un poco decepcionante», dado que solo parece un «retroceso a "Just Dance"», donde Gaga era «divertida», pero poco «extraordinaria». Lars Brandle de la revista estadounidense Billboard la alabó diciendo: 

«Lady Gaga deja el planeta Tierra muy atrás en su nueva canción "Venus" [...] Con casi cuatro minutos, "Venus" es esencialmente una canción de amor extraterrestre con un estribillo pegadizo [y] radiable [...] Gaga también inyecta un toque de humor. Ella nombra todos los planetas del sistema solar, hasta llegar a Urano, que rima con "don't you know my ass is famous" (traducible al español como "no sabes que mi trasero es famoso")».

Por su parte, Rob Sheffield de Rolling Stone le otorgó tres estrellas de cinco y comparó su «oda disco-espacial» con «Papa Don't Preach» de Madonna. John Walker de MTV la describió como «alocada, de otro mundo, con un sentido apenas entendible, ¡pero aun así un sentido!». El sitio PopJustice le dio una calificación de cuatro estrellas de diez y publicó: «Si esto hubiese surgido como un demo inédito de The Fame, podría haber tenido algo de valor como curiosidad. Como un sencillo de 2013, es trágico». Más tarde, los usuarios del sitio Metacritic la eligieron como la sexta mejor canción del 2013.

### Recibimiento comercial
El rendimiento mundial de «Venus» fue desfavorable. Si bien la canción tuvo buenos debut, no se mantuvo mucho tiempo en ninguna lista. En España y Hungría llegó hasta el número uno. En Italia alcanzó el séptimo puesto, en Irlanda el décimo tercero, en Suiza el décimo octavo y en Canadá décimo noveno. En los Estados Unidos debutó en el puesto número doce de la lista Digital Songs con 108 mil descargas digitales, y esto le ayudó a llegar al puesto treinta y dos del Billboard Hot 100. En la región flamenca de Bélgica logró el vigésimo segundo lugar, mientras que en la región valona el décimo primero. En Nueva Zelanda y los Países Bajos alcanzó las posiciones veinte y treinta, respectivamente. En Alemania, Australia, Austria y Japón tuvo posiciones por encima del treinta.

## Interpretaciones en directo
Gaga interpretó «Venus» por primera vez el 26 de octubre de 2013 en el club G-A-Y de Londres, Reino Unido. Al día siguiente, la presentó en The X Factor. El espectáculo comenzó con ella cantando una versión acústica de «Venus» mientras usaba un traje color piel y una peluca rubia. En seguida, comenzó a sonar la pista original y dio inicio a la coreografía. La producción incluía a las bailarinas usando un atuendo similar al de Gaga, la pintura El nacimiento de Venus (Botticelli) (1486) proyectada en grandes pantallas al fondo y además luces láser color morado iluminando el lugar. Al acabar, la cantante removió parte de su traje para presentar «Do What U Want» mientras bailaba sola por el escenario y sobre un piano blanco. El escritor Bradley Stern del sitio MuuMuse dijo que básicamente la presentación era «arte», mientras Gaga cantaba pop (en alusión a Artpop). Por su parte, Jason Chester de Daily Mail escribió que «la tan anticipada presentación en The X Factor resultó ser sorprendentemente suave». A pesar de ello, la actuación causó controversia entre los medios de comunicación británicos. La compañía Ofcom, encargada de regular el contenido mostrado en la televisión del país, informó que recibieron aproximadamente 200 quejas de los televidentes de The X Factor acerca del vestuario de la cantante y el contenido lírico de sus canciones. Dado que en anteriores ocasiones también se recibieron quejas por presentaciones de intérpretes como Rihanna y Christina Aguilera, la compañía aseguró que se podría realizar una investigación total del programa. En defensa de Gaga y The X Factor, un portavoz de ITV alegó que:

«No creemos que la presentación de Lady Gaga haya sido inapropiada para la audiencia familiar de The X Factor, que tiene una tradición establecida de traer las mejores presentaciones de las grandes estrellas de la música [...] Lady Gaga es bastante reconocida por su gran estilo de interpretación individual».

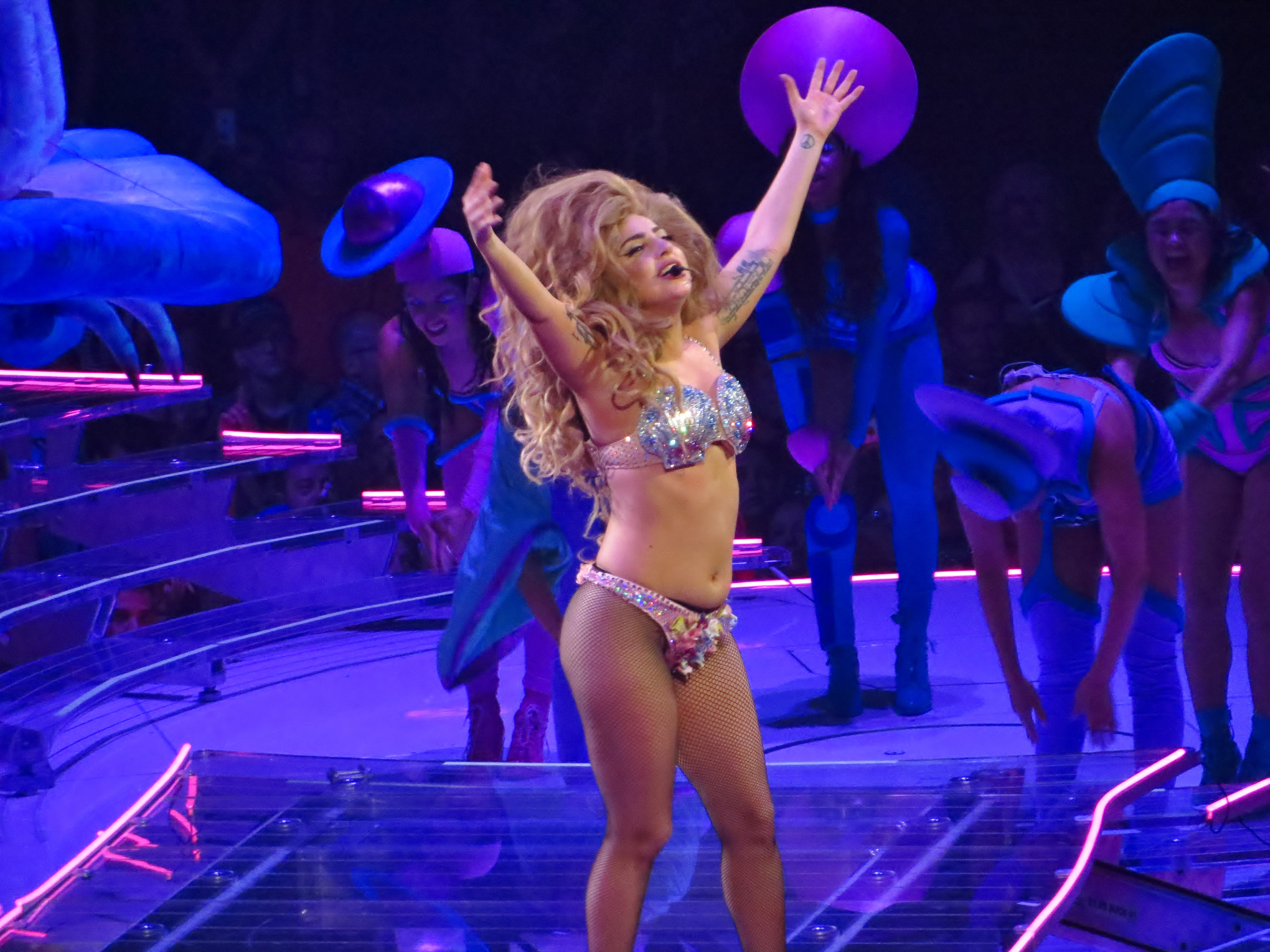
Gaga interpretando la canción en su artRAVE: The ARTPOP Ball Tour.

Al final, Ofcom informó que se habían evaluado todas las quejas y que la presentación no fue lo bastante explícita como para que se tomaran acciones legales. El 8 de noviembre, fue transmitido el episodio de The Graham Norton Show donde Gaga concedió una entrevista y además interpretó nuevamente «Do What U Want» y «Venus». Durante la primera presentación, vistió totalmente de negro y usó una cola de pavo real gigante en su cabeza, mientras que para la segunda canción vistió un traje de conchas y además una serie de tirantes verdes esparcidos por todo su cuerpo. El 11 de noviembre, Gaga realizó una fiesta llamada artRave en el Astillero Naval de Brooklyn para celebrar el lanzamiento mundial del disco. Realizó un espectáculo donde abrió con «Aura» y «Artpop» mientras vestía un traje inflable blanco. La producción incluía una escenografía totalmente blanca, grandes pantallas proyectando el nombre de Gaga y Jeff Koons, una plataforma de tres pisos con superficie rotable en el centro del escenario y además un piano aislado. Tras quitar una parte de su traje, la cantante interpretó «Venus», «MANiCURE» y «Sexxx Dreams», para luego sentarse en un piano y cantar «Gypsy» y «Dope». Gaga evacuó el escenario para reaparecer con un traje color negro y cerrar el espectáculo con «Applause» y «Do What U Want».
El 28 de noviembre, ABC transmitió el especial del día de acción de gracias de The Muppets que contó con la participación de Gaga y otros invitados. Primero cantó «Venus» junto a varios bailarines disfrazados como planetas. Más tarde, realizó un cambio total de vestuario para interpretar «Applause». Seguidamente, el cantautor Elton John apareció junto a la cantante para presentar «The Jets» y «Artpop», para posteriormente dejarla tocar «MANiCURE». Otros invitados en el especial fueron Kermit, con quien Gaga interpretó «Gypsy» y RuPaul, con quien cantó «Fashion!». El episodio concluyó con una segunda presentación de «Applause». El 2 de diciembre, Gaga presentó «Venus» y «Applause» en el programa japonés SMAP×SMAP. También ha sido interpretada en su artRAVE: The ARTPOP Ball Tour.

## Posicionamiento en listas

### Semanales
| Alemania          | German Singles Chart         | 35 |
| Australia         | Australian Singles Chart     | 31 |
| Austria           | Ö3 Austria Top 40            | 36 |
| Bélgica (Flandes) | Ultratop 50                  | 22 |
| Bélgica (Valonia) | Ultratop 40                  | 11 |
| Canadá            | Canadian Hot 100             | 19 |
| España            | Top 50 Canciones             | 1  |
| Estados Unidos    | Billboard Hot 100            | 32 |
| Estados Unidos    | Digital Songs                | 12 |
| Hungría           | Single (Track) Top 10        | 1  |
| Irlanda           | Irish Singles Chart          | 13 |
| Italia            | Italian Top Digital Download | 7  |
| Japón             | Japan Hot 100                | 37 |
| Nueva Zelanda     | NZ Top 40 Singles Chart      | 20 |
| Países Bajos      | Single Top 100               | 30 |
| Suiza             | Swiss Singles Chart          | 18 |

### Sucesión en listas
| Predecesor: «Color esperanza» de Por Ellas | Top 50 Canciones — Sencillo número uno 3 de noviembre de 2013 — 10 de noviembre de 2013 | Sucesor: «Dope» de Lady Gaga |

### Certificaciones
| País   | Organismo certificador | Certificación | Ventas certificadas | Ref.   |
| ------ | ---------------------- | ------------- | ------------------- | ------ |
| Brasil | ABPD                   | Oro           | 20 000              | [ 54 ] |